# Miloš Kosina
Miloš Kosina (23. října 1905, Kyjev, Ukrajina – 10. listopadu 1966, Praha) byl český spisovatel, autor westernů, detektivek a dalších dobrodružných próz pro dospělé i mládež, které psal i pod pseudonymy Barrie Bates, Frank Brand, K. W. Drake, James Common nebo A. B. Andy.

## Život
Kosina se narodil na Ukrajině v Kyjevě jako nemanželský syn učitelky a vychovatelky. Po první světové válce se jeho matka přestěhovala na Slovensko do Prešova, kde Kosina vystudoval gymnázium. Pak žil půl roku v Jugoslávii a Itálii a z tohoto pobytu čerpal náměty pro své knihy z námořnického života. V prózách pro mládež z domácího prostředí se nechal inspirovat krajinou Kokořínska.
Pracoval v Praze jako redaktor listu Národní politika a od roku 1945 Práce. Spolupracoval také s rozhlasem a od roku 1951 byl úředníkem národního podniku Konstruktiva.
Své příběhy, a to nejen ty detektivní, zakládal Kosina většinou na odhalování nějakého kousku svého života, Některé ze svých knih, především pro dospělé, situoval do exotických krajin. V prózách pro mládež se zabýval i fyzičkou chlapeckých hrdinů.

### Pod pseudonymem James Commou
- Střelec ze severu (1937),
- Bandita Bavrye (1938),
- Zákony západu (1938),
- Střelci z mrtvého města (1938),
- Jezdec od Choré řeky (1940),
- Whisky Jones (1940),
- Zakázaný pramen (1941),
- Kavalíři pastvin (1941),

### Pod pseudonymem Barrie Bates
- Přátelé ze San Xavieru (1938),
- Tichý střelec (1938),
- Smrti tvář (1941),
- Tajemství filmového ateliéru (1943),

### Pod pseudonymem Frank Brand
- Tajemství bílé obálky (1941),

### Pod pseudonymem S. W. Drake
- Tajemný doktor Cardesse (1941),
- Dům u sedmi duchů (1941),
- Zápas obrů (1941),
- Tajemství letounu č. 6 (1941),

### Pod pseudonymem A. B. Andy
- Muž v pozadí (1943),

### Pod vlastním jménem
- Mrtvá eskadra (1939),
- Lovci draků (1939),
- Ahoj, velrybáři (1940),
- Ohnivá křídla (1940),
- Hora zlata (1940),
- Hoši z Modré zátoky (1941),
- Bílý kaňon (1941),
- Křídla nad oceánem (1941),
- Mrtvý umírá (1941),
- Znamenané střely (1941),
- Osada statečných (1942),
- Hoch z Údolí hromů (1943),
- Velký poplach (1943),
- Stezka dobrodružství (1943),
- Orlí stín (1944),
- Děravý škuner (1944),
- Tváře v přítmí (1944),
- Vteřiny nad městem (1944),
- Jezdec ze severu (1945),
- Kamarád z Údolí obrů (1945),
- Hoši od Modré řeky (1946), jako Miloslav Kosina,
- Hrdina ploché dráhy (1947),
- Poklady dobrodruhů (1948),
- Zeman na obzoru (1948).